# Ŋ

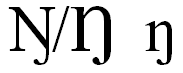
Die drei verschiedenen Formen

Das Ŋ (Eng, klein ŋ), auch Haken-N, ist ein Buchstabe des lateinischen Schriftsystems und steht in vielen Sprachen für den stimmhaften velaren Nasal. Er kommt in den Alphabeten mehrerer samischer Sprachen und im Afrika-Alphabet vor.
Der Großbuchstabe hat zwei mögliche Erscheinungsformen: ein großes N mit Haken (diese Version wird im Samischen verwendet) und ein vergrößertes kleines N mit Haken (diese Version wird im Afrika-Alphabet verwendet).

## Darstellung auf dem Computer

### ISO 8859
In ISO 8859-4 wurde dem Buchstaben folgende Kodierungen zugewiesen:
- Großbuchstabe Ŋ: 0xBD
- Kleinbuchstabe ŋ: 0xBF

In der Nachfolgekodierung (ISO 8859-10) ist das Ŋ an folgenden Positionen vorhanden:
- Großbuchstabe Ŋ: 0xAF
- Kleinbuchstabe ŋ: 0xBF

### Unicode
In Unicode hat der Buchstabe Eng die Kodierungen
- Großbuchstabe Ŋ: 0x014A
- Kleinbuchstabe ŋ: 0x014B

### LaTeX
In LaTeX kann der Buchstabe Eng mit der Cork-Kodierung dargestellt werden durch
- Großbuchstabe Ŋ: \NG
- Kleinbuchstabe ŋ: \ng

Eine andere Darstellung ist mit den fc-Schriften möglich, hier sind die Befehle \m N für das große und \m n für das kleine Eng.